# Conconully
Conconully ist eine Kleinstadt (Town) im Okanogan County im US-Bundesstaat Washington. Zum United States Census 2020 hatte Conconully 193 Einwohner.

## Geschichte
Conconully wurde am 11. November 1908 offiziell als Gebietskörperschaft anerkannt. Es wurde ursprünglich Salmon City nach dem nahegelegenen Salmon Creek genannt. In den Anfängen war es ein Goldgräberlager.

## Geographie
Nach dem United States Census Bureau nimmt die Stadt eine Gesamtfläche von 0,8 km² ein, worunter keine Wasserflächen sind. Die Stadt wird von zwei getrennten Stauseen eingerahmt; das United States Bureau of Reclamation errichtete 1911 den Conconully Dam und 1921 den Salmon Lake Dam.

### Klima
Die Klima-Region, in der Conconully liegt, hat typischerweise große saisonale Temperaturunterschiede mit warmen bis heißen (und oft feuchten) Sommern und kalten (teilweise extrem kalten) Wintern. Nach der Klimaklassifikation nach Köppen
und Geiger handelt es sich um ein feuchtes Kontinentalklima (abgekürzt „Dfb“).
|                        | Jan    | Feb    | Mär    | Apr    | Mai   | Jun   | Jul   | Aug   | Sep   | Okt    | Nov    | Dez    |   |        |
| Mittl. Temperatur (°C) | −4,14  | −1,17  | 4,25   | 9,14   | 13,28 | 16,56 | 20,11 | 19,14 | 14,72 | 8,44   | 1,78   | −2,33  | ⌀ | 8,4    |
| Mittl. Tagesmax. (°C)  | 16,11  | 21,11  | 22,78  | 31,11  | 35,56 | 38,33 | 43,33 | 42,78 | 36,67 | 28,89  | 18,89  | 13,33  | ⌀ | 29,1   |
| Mittl. Tagesmin. (°C)  | −33,89 | −33,89 | −27,22 | −12,22 | −6,67 | −1,67 | 0,00  | −2,78 | −6,67 | −14,44 | −27,78 | −35,00 | ⌀ | −16,8  |
|                        |        |        |        |        |       |       |       |       |       |        |        |        |   |        |
| Niederschlag (mm)      | 36,07  | 32,00  | 29,46  | 26,42  | 37,08 | 40,13 | 20,57 | 20,83 | 18,29 | 25,91  | 41,40  | 42,67  | Σ | 370,83 |
|                        |        |        |        |        |       |       |       |       |       |        |        |        |   |        |
| Regentage (d)          | 8      | 7      | 6      | 6      | 7     | 8     | 4     | 4     | 4     | 5      | 8      | 9      | Σ | 76     |

| −33,89 |

| −33,89 |

| −27,22 |

| −12,22 |

| −6,67 |

| −1,67 |

| 0,00 |

| −2,78 |

| −6,67 |

| −14,44 |

| −27,78 |

| −35,00 |

| −33,89 |

| −33,89 |

| −27,22 |

| −12,22 |

| −6,67 |

| −1,67 |

| 0,00 |

| −2,78 |

| −6,67 |

| −14,44 |

| −27,78 |

| −35,00 |

## Demographie
| Jahr | Einwohner¹ |
| ---- | ---------- |
| 1890 | 232        |
| 1910 | 357        |
| 1920 | 270        |
| 1930 | 102        |
| 1940 | 187        |
| 1950 | 141        |
| 1960 | 108        |
| 1970 | 122        |
| 1980 | 157        |
| 1990 | 153        |
| 2000 | 185        |
| 2010 | 210        |
| 2016 | 213        |

¹ 1890–2010: Volkszählungsergebnisse
2016: Schätzung des United States Census Bureau

### Census 2010
Nach der Volkszählung von 2010 gab es in Conconully 210 Einwohner, 103 Haushalte und 63 Familien. Die Bevölkerungsdichte betrug 261,5 pro km². Es gab 189 Wohneinheiten bei einer mittleren Dichte von 235,4 pro km².
Die Bevölkerung bestand zu 91 % aus Weißen, zu 0,5 % aus Afroamerikanern, zu 2,4 % aus Indianern, zu 0,5 % aus Asiaten, zu 3,3 % aus anderen „Rassen“ und zu 2,4 % aus zwei oder mehr „Rassen“. Hispanics oder Latinos „jeglicher Rasse“ bildeten 5,7 % der Bevölkerung.
Von den 103 Haushalten beherbergten 13,6 % Kinder unter 18 Jahren, 55,3 % wurden von zusammen lebenden verheirateten Paaren, 2,9 % von alleinerziehenden Müttern und 2,9 % von alleinstehenden Vätern geführt; 38,8 % waren Nicht-Familien. 31,1 % der Haushalte waren Singles und 7,7 % waren alleinstehende über 65-jährige Personen. Die durchschnittliche Haushaltsgröße betrug 2,04 und die durchschnittliche Familiengröße 2,49 Personen.
Der Median des Alters in der Stadt betrug 55,1 Jahre. 12,4 % der Einwohner waren unter 18, 5,6 % zwischen 18 und 24, 11,9 % zwischen 25 und 44, 43,4 % zwischen 45 und 64 und 26,7 65 Jahre oder älter. Von den Einwohnern waren 51,9 % Männer und 48,1 % Frauen.

### Census 2000
Nach der Volkszählung von 2000 gab es in Conconully 185 Einwohner, 94 Haushalte und 53 Familien. Die Bevölkerungsdichte betrug 324,7 pro km². Es gab 192 Wohneinheiten bei einer mittleren Dichte von 337 pro km².
Die Bevölkerung bestand zu 96,22 % aus Weißen, zu 3,24 % aus Indianern, und zu 0,54 % aus zwei oder mehr „Rassen“.
Von den 94 Haushalten beherbergten 13,8 % Kinder unter 18 Jahren, 47,9 % wurden von zusammen lebenden verheirateten Paaren, 6,4 % von alleinerziehenden Müttern geführt; 42,6 % waren Nicht-Familien. 31,9 % der Haushalte waren Singles und 12,8 % waren alleinstehende über 65-jährige Personen. Die durchschnittliche Haushaltsgröße betrug 1,97 und die durchschnittliche Familiengröße 2,43 Personen.
Der Median des Alters in der Stadt betrug 52 Jahre. 11,9 % der Einwohner waren unter 18, 3,8 % zwischen 18 und 24, 21,6 % zwischen 25 und 44, 32,4 % zwischen 45 und 64 und 30,3 65 Jahre oder älter. Auf 100 Frauen kamen 107,9 Männer, bei den über 18-Jährigen waren es 103,8 Männer auf 100 Frauen.
Alle Angaben zum mittleren Einkommen beziehen sich auf den Median. Das mittlere Haushaltseinkommen betrug 23.214 US$, in den Familien waren es 24.750 US$. Männer hatten ein mittleres Einkommen von 29.167 US$ gegenüber 22.000 US$ bei Frauen. Das Pro-Kopf-Einkommen betrug 16.168 US$. Etwa 17,5 % der Familien und 18,7 % der Gesamtbevölkerung lebte unterhalb der Armutsgrenze; das betraf 21,7 % der unter 18-Jährigen und 0 % der über 65-Jährigen.